# تیدنیش ریور
تیدنیش ریور (به انگلیسی: Tidnish River) رودخانه‌ای است که در کانادا جریان دارد.